# Landkirche (Djursland)

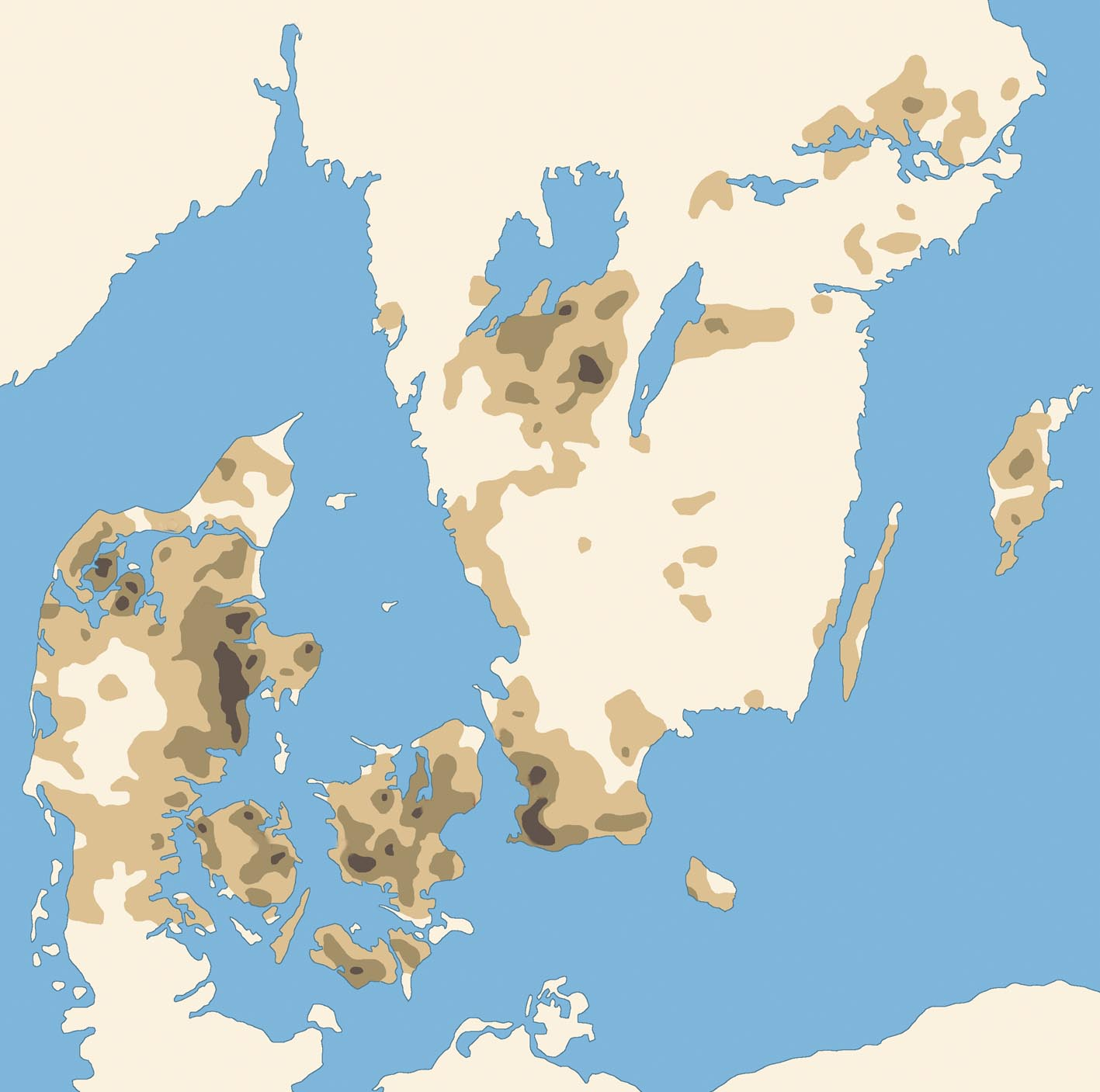
Dichte frühmittelalterlicher Landkirchen in Dänemark und Südschweden. Die verschiedenen Farbtöne kennzeichnen die durchschnittlichen Abstände: dunkel unter 2,5 km, mittel 2,5–5 km und hell 5–7,5 km. Schonen und die schwedische Westküste waren bis 1658 dänisch.

Die Zahl der Landkirchen auf Djursland ist im Vergleich zum Areal der Halbinsel und auf Dänemark bezogen groß. Eine vergleichbare Konstellation findet sich auf Gotland in Skandinavien. Als die meisten der heute 75 Kirchen errichtet wurden, teilte Jütlands größter See, der heute verlandete Kolindsund, die Halbinsel Djursland noch beinahe mittig.
In vorchristlicher Zeit lagen Kultplätze oft auf Anhöhen. Das Christentum übernahm viele dieser Plätze. Auf Djursland gibt es daher wenige in Talsenken errichtete Kirchen. Das Baumaterial der Kirchen stammt aus der Umgebung. Kalkstein gewann man aus den Steilhängen bei Grenaa. Wie annähernd tausend Kirchen in ganz Jütland wurden auch in Djursland Kirchenschiffe und Chöre aus Granitquadern (Kirche von Nødager) errichtet, mühevoll zurechtgehauen aus großen Findlingen. Auch kleinere Feldsteine aus der Eiszeit wurden gerne verwendet. Leichter zu verarbeiten war Trachyt. Unabhängig von diesen natürlichen Baumaterialien wurde man, als Mitte des 12. Jahrhunderts aus Italien die Kunst der Ziegelbrennerei eingeführt wurde.
Der romanische Kirchenbau auf dem Lande bestand aus dem Kirchenschiff, dem Chor und in einigen Fällen einer Apsis. Wie in den meisten Teilen Jütlands wurden ab dem 13., vor allem aber im 14. Jahrhundert die Kirchen um die für Dänemark typische Eingangshalle (mit der martialischen Bezeichnung våbenhus – „Waffenhaus“) und einen Kirchturm erweitert. Diese Entwicklung gab es auch in Gegenden, in denen sich keine nennenswerte Adelsschicht ausbildete. Eine regionale Besonderheit Djurslands ist der Stelzenturm (styltetårn). Etwa ein Drittel der Kirchen und Türme hatte einen Stufengiebel. 
Viele der Taufbecken und Kirchenportale auf Djursland stammen aus dem 13. Jahrhundert. Diejenigen aus der Werkstatt des Steinmetzen Horder, von dem als Lebensdatum einzig das Jahr 1175 belegt ist, haben charakteristische Verzierungen aus Tauwerk und Akanthusranken. Sein Namenszug fand sich auf einem Grabstein von Schloss Løvenholm. Ihm werden (nach Weilbachs Kunstnerleksikon) weitere zwölf Werke in Jütland, zwei in Angeln (zum Beispiel in der Grundhofer Kirche) und zwei auf Fünen zugeschrieben.
Nach der Reformation gingen die Kirchen in Gutsbesitz über. Das Interesse wandte sich nun dem Inventar, besonders dem Altar und der Kanzel zu, während die Kalkmalereien an Bedeutung verloren. Ihre ursprüngliche Funktion bestand darin, die mehrheitlich analphabetische Gemeinde mit biblischen Geschichten vertraut zu machen. Ihr Verschwinden hängt auch damit zusammen, das die Ölmalerei aufkam, die einen anderen Untergrund bevorzugt. Es gibt nur wenige Kirchen auf Djursland, in denen nach der Reformation noch Kalkmalereien entstehen.

Landkirchen in Djursland
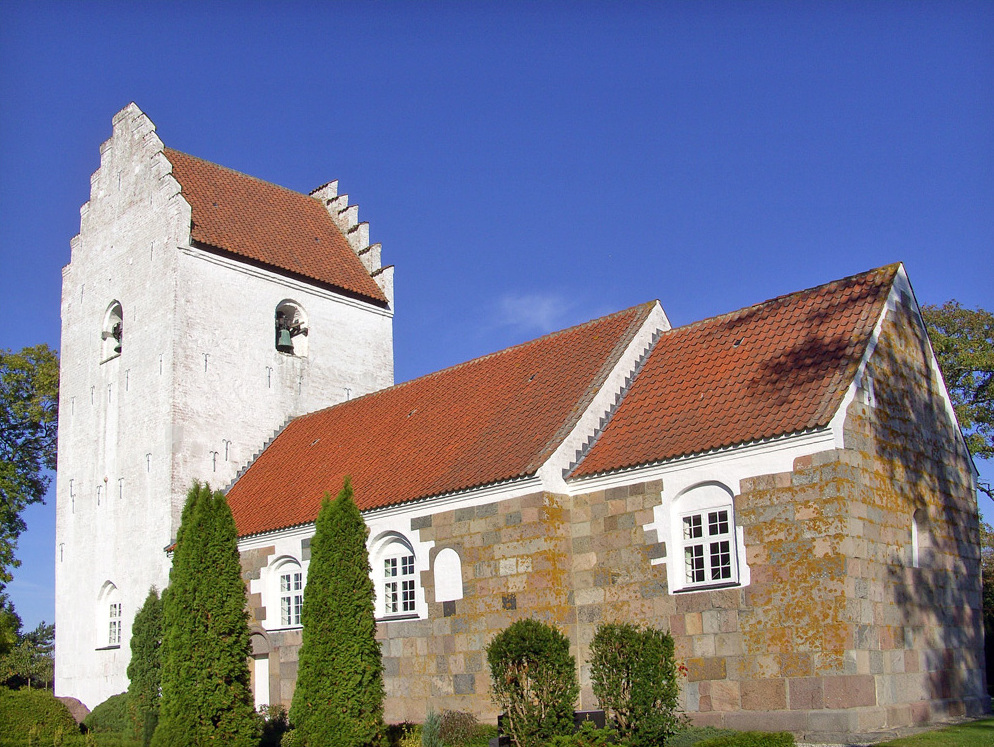
Gjesing, Norddjursland: Jütischer Standard – romanischer Granitquaderbau mit Ergänzungen aus weiß geschlämmtem Backstein
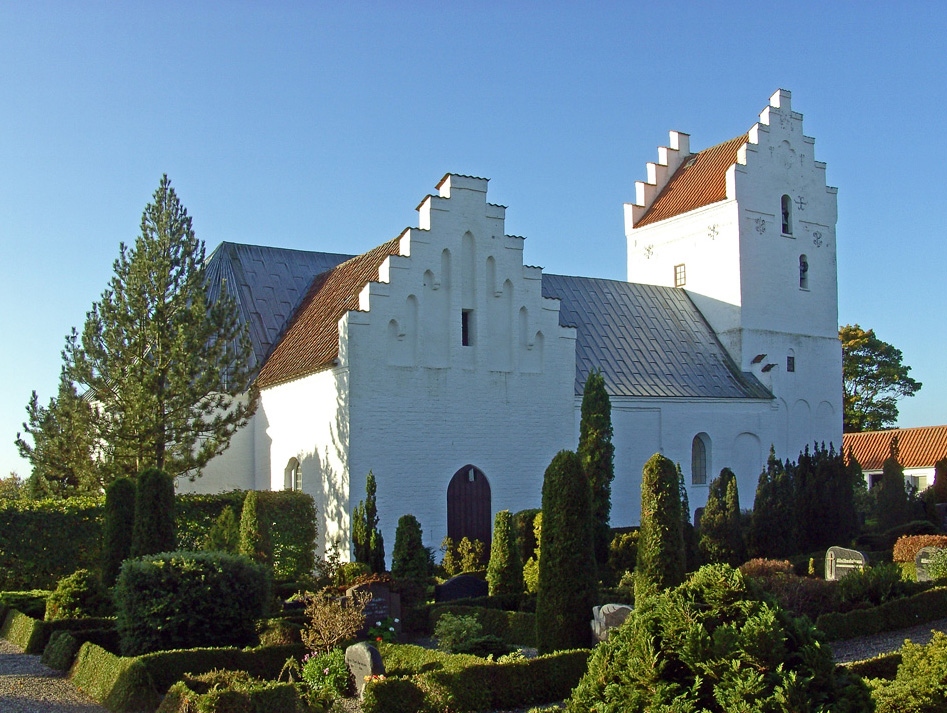
Voldby, Norddjursland – im 13. Jahrhundert begonnen, alles Backstein, alles weiß
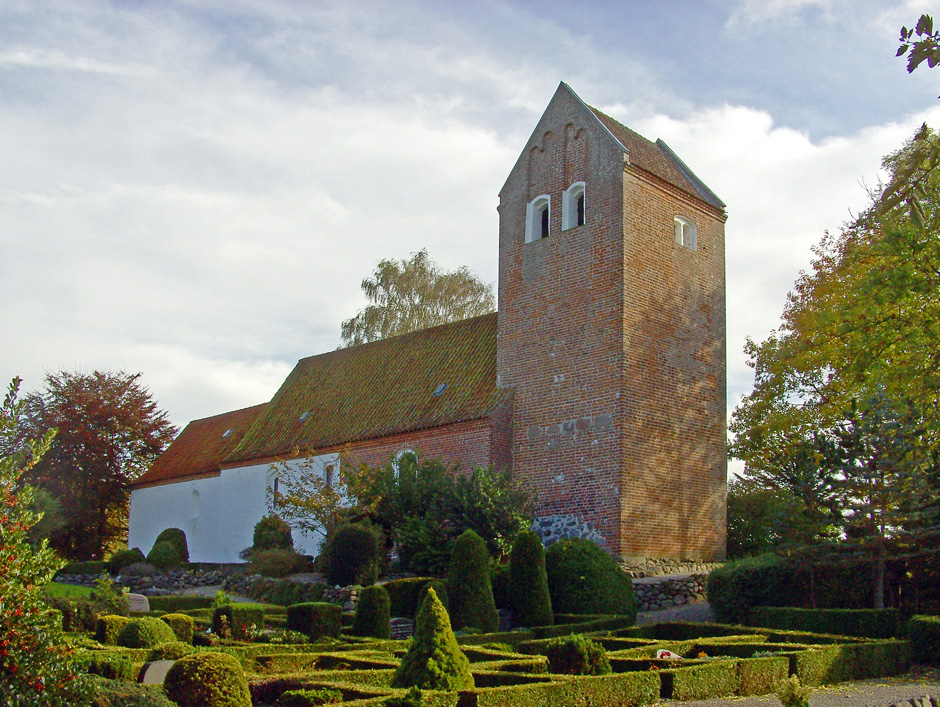
Koed Kirke, Süddjursland – romanische Feldsteinmauern geweißt, gotische Backsteinmauern naturfarben
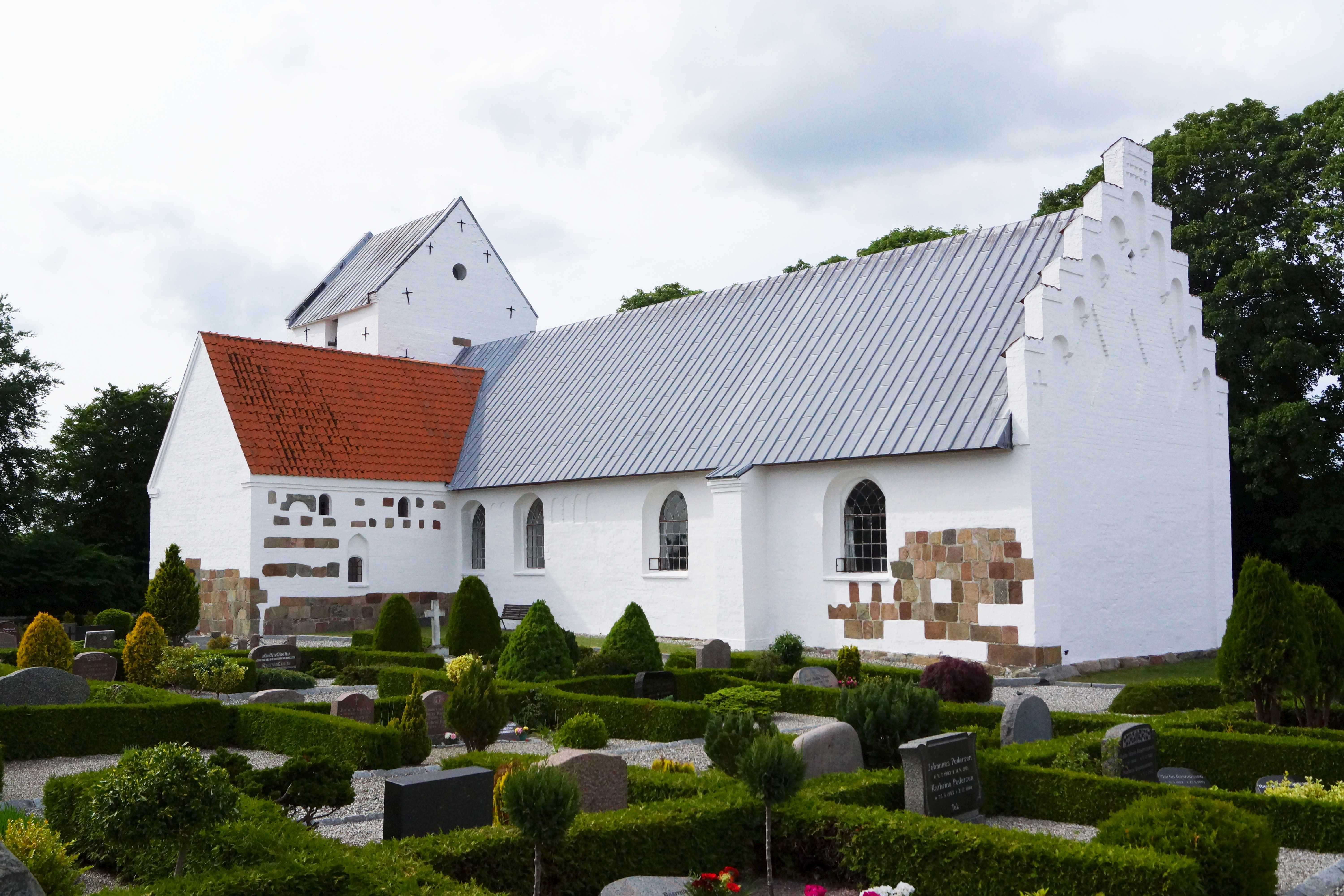
Nodager Kirke, eine der neun Kalksteinkirchen in Djursland
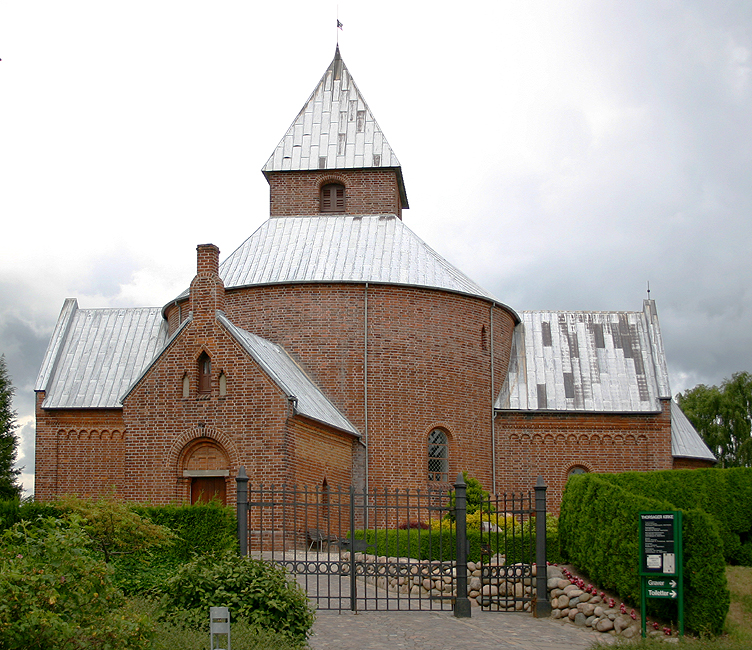
Einzelfall: Rundkirche Thorsager